# Kampimodromus corylosus
Kampimodromus corylosus är en spindeldjursart som beskrevs av Kolodochka 2003. Kampimodromus corylosus ingår i släktet Kampimodromus och familjen Phytoseiidae. Inga underarter finns listade i Catalogue of Life.